# منتخب أوغندا لسباعيات الرغبي للسيدات
منتخب أوغندا لسباعيات الرغبي للسيدات (بالإنجليزية: Uganda women's national rugby sevens team)‏ هو ممثل أوغندا الرسمي في المنافسات الدولية في سباعيات الرغبي للسيدات .